# Prairie Lake (Wisconsin)
Prairie Lake es un pueblo ubicado en el condado de Barron en el estado estadounidense de Wisconsin. En el Censo de 2010 tenía una población de 1.532 habitantes y una densidad poblacional de 16,92 personas por km².

## Geografía
Prairie Lake se encuentra ubicado en las coordenadas 45°19′58″N 91°43′57″O / 45.33278, -91.73250. Según la Oficina del Censo de los Estados Unidos, Prairie Lake tiene una superficie total de 90.52 km², de la cual 85.89 km² corresponden a tierra firme y (5.11%) 4.63 km² es agua.

## Demografía
Según el censo de 2010, había 1.532 personas residiendo en Prairie Lake. La densidad de población era de 16,92 hab./km². De los 1.532 habitantes, Prairie Lake estaba compuesto por el 98.24% blancos, el 0% eran afroamericanos, el 0.33% eran amerindios, el 0.33% eran asiáticos, el 0% eran isleños del Pacífico, el 0.2% eran de otras razas y el 0.91% pertenecían a dos o más razas. Del total de la población el 0.72% eran hispanos o latinos de cualquier raza.